# Мехмед Барјактар - Хаџи Мосто
Мехмед Барјактар или Хаџи-Мосто (? – август 1806) био је јаничарски ага и турски барјактар у боју на Мишару. Погинуо је од стране српске потере после Мишарског боја заједно са Остроч-капетаном, када су прешли у Срем по дозволи аустријских власти, како би се докопали Босне, али су их код Босута посекли српски устаници предвођени Лазаром Мутапом.